# Howard Lyon
Howard Lyon (...) è un artista statunitense il cui lavoro è, principalmente, illustrare giochi di ruolo.

## Carriera
Il suo lavoro in Dungeons & Dragons include Monster Manual III (2004), Player's Handbook II (2006), Monster Manual IV (2006), Tome of Magic (2006), Tome of Battle (2006), Cityscape (2006), Complete Scoundrel (2007), Rules Compendium (2007), Elder Evils (2007) e la quarta edizione di Manual of the Planes (2008). È noto per il suo lavoro sul gioco di carte collezionabili Magic: The Gathering .
Lyon ha anche lavorato nel settore dei videogiochi come art director e come concept artist e illustratore freelance per Blizzard Entertainment ed Electronic Arts .
Lyon ha illustrato anche libri per bambini, incluso il libro di David Farland del 2005 Of Mice and Magic.
Lyon ha anche realizzato illustrazioni per la rivista online di fantasy e fantascienza InterGalactic Medicine Show (a volte abbreviata in IGMS ) fondata dall'autore Orson Scott Card . Le opere includono Mazer in Prison (ottobre 2005), Dream Engine (ottobre 2006), Body Language (novembre 2009) e Expendables (ottobre 2010).